# 希腊的狄迪莫斯
狄迪莫斯（希腊）（英語：Didymus Chalcenterus），（前80年—前10年）。活动于古罗马时期的希腊语法学家，古典文献研究工作中具有承前启后作用的学者。他的作品甚丰，包括对荷马作品的校订，古希腊作品的批评，词典编辑以及语法和文物的整理等。

## 扩展阅读
- Russell, H.A. 1948, "Old Brass-Guts", The Classical Journal 43.7: 431-432
- 本条目包含来自公有领域出版物的文本: Chisholm, Hugh (编).  (第11版). London: Cambridge University Press. 1911.